# Erdi Kasapoğlu
Erdi Kasapoğlu (* 14. September 1990 in Izmir) ist ein türkischer Fußballspieler.

## Spielerkarriere
Kasapoğlu begann mit dem Vereinsfußball in der Jugend von Karşıyaka SK. Hier erhielt er im Frühjahr 2009 einen Profivertrag, wurde aber weiterhin zwei Jahre überwiegend in der Jugendmannschaft eingesetzt. Im Sommer 2010 wurde er dann endgültig in den Profikader aufgenommen und stand fortan auch oft  in der Startelf.
Im Sommer 2015 verließ er nach zwölfjähriger Zugehörigkeit Karşıyaka und wechselte zum Ligarivalen Şanlıurfaspor. Nach einer halben Saison kehrte er nach Izmir zurück und heuerte dieses Mal bei Menemen Belediyespor an.